# コルクスクリュー

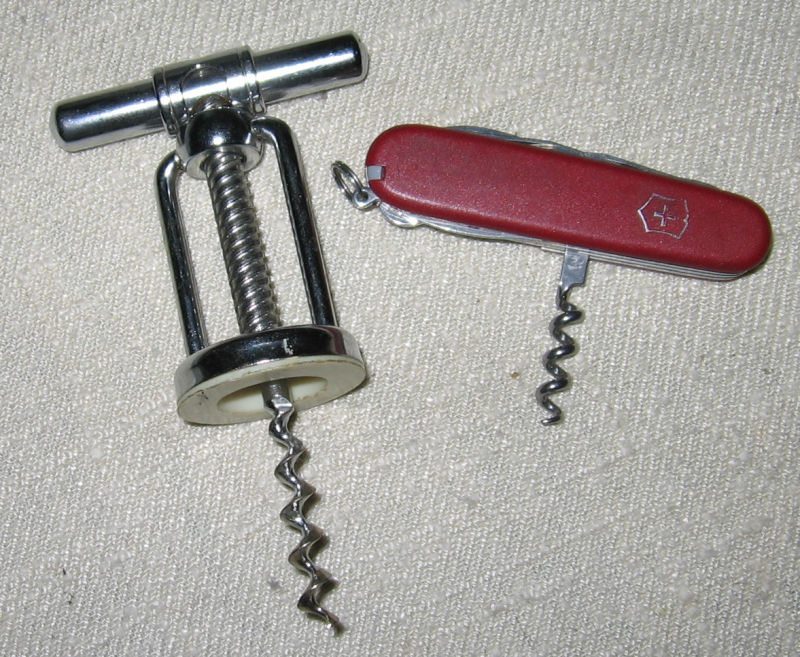
コルク抜き

コルクスクリュー（コークスクリュー、英: corkscrew）またはコルク抜きは、主に飲料用の瓶の封をしているコルク栓を抜きとるために用いられる道具。一般にワインの瓶の口に栓されたコルクを引き抜くために用いられる栓抜きの一種。
一般的には、螺旋状の金属の針に柄が付けられたもので、柄を握り、針をコルクに捩じ込んで使用する。螺旋状の部分とコルクとが絡まり合い、コルクを引き抜くことができる。
コルクスクリューは、広義にはコルク抜きの意味で用いられ、これには一般的なコルクスクリューの他に、主に次の様なものがある。

## 種類

### ダブルアクション型スクリュー
「コルクへのねじ込み」と「引き抜き」の二つの動作（ダブルアクション）を行い抜栓するもの。

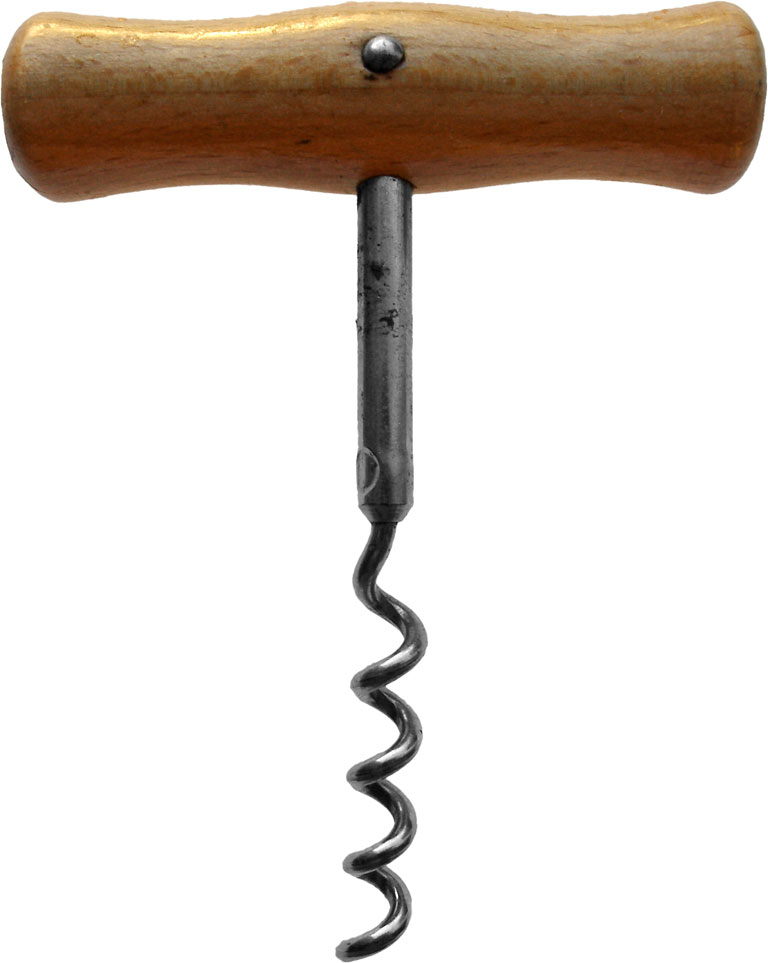
T字型
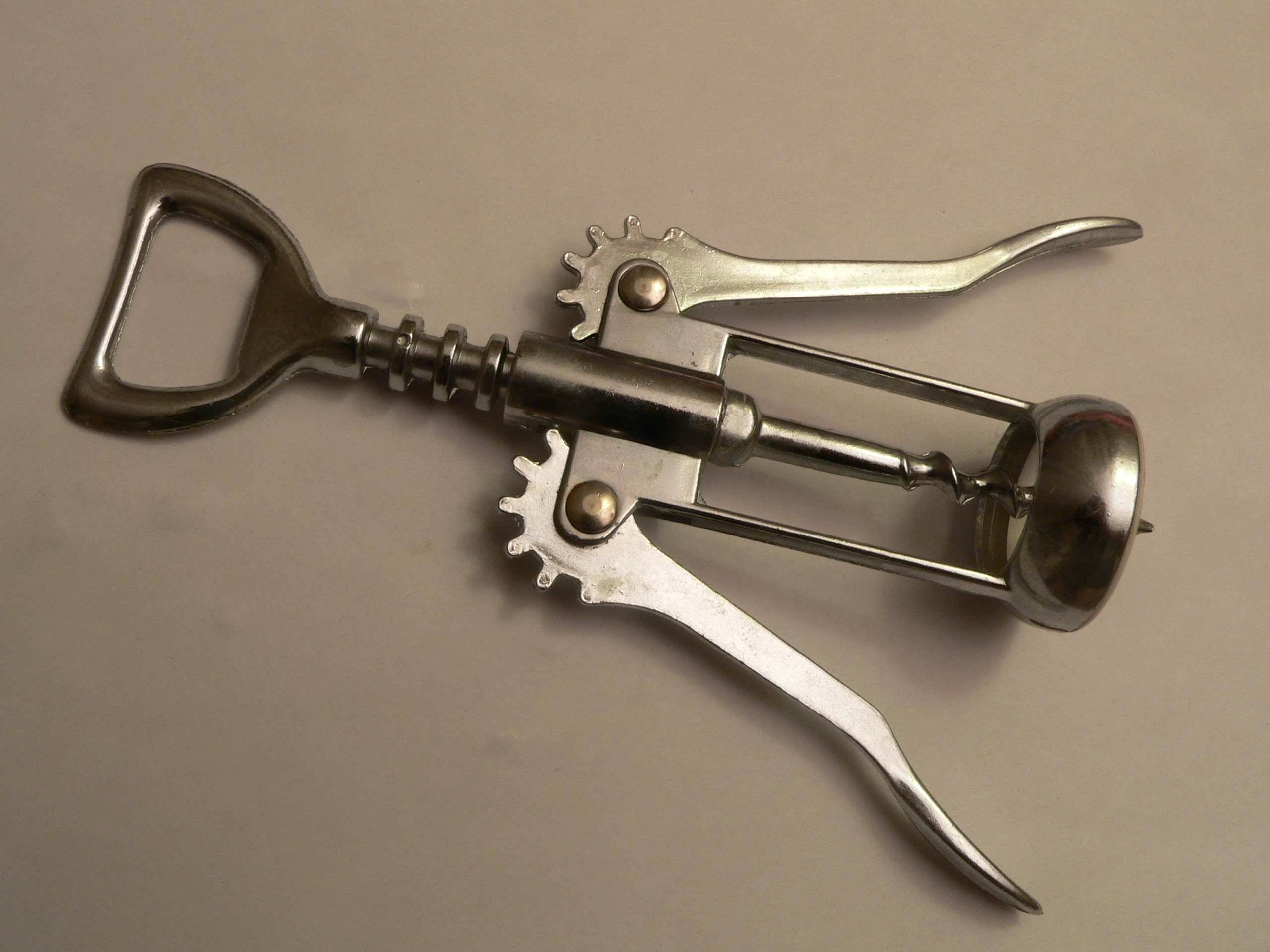
バタフライ
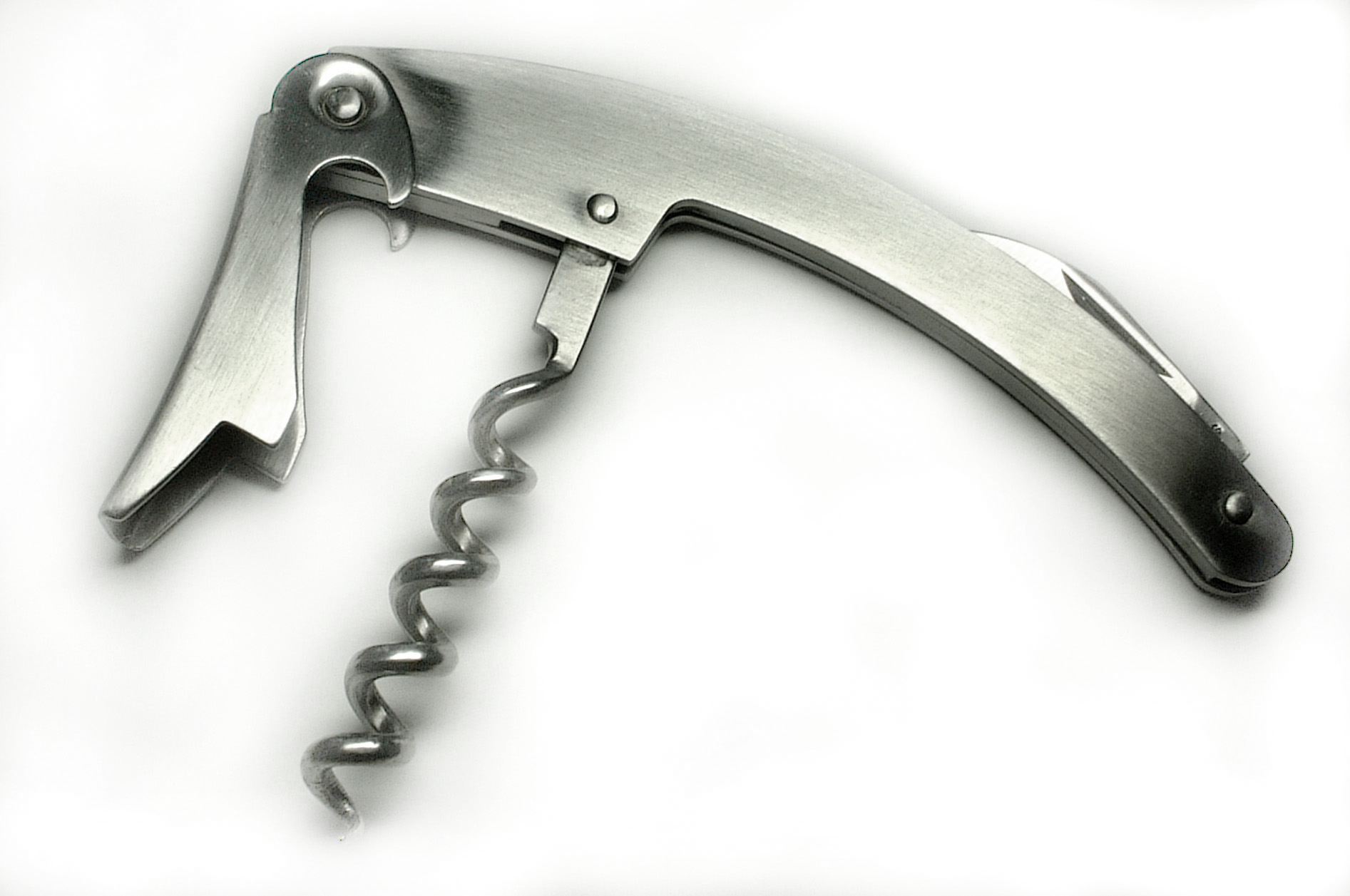
ソムリエ・ナイフ
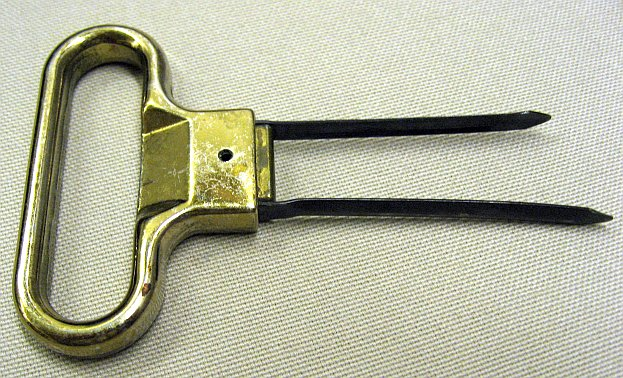
バトラーズ・フレンド

T字型
英語ではtraditional corkscrewという。螺旋部にハンドルが着いただけの簡単なもので、引き抜くのに力がいる。欧米ではいろいろな素材やデザインのものがあり、収集する者もいる。
バタフライ
ウィング型ともいう。人の上半身の様な形状をした道具で、頭の部分を回してコルクに捩じ込み、ネジの上下と連動する両腕を押し下げコルクを抜く。
ソムリエナイフ
折り畳み式のコルクスクリューで、瓶の口を覆うフォイルキャップを切るナイフが付いている。スクリュー部分を出すとT字型になり、瓶の縁を利用しテコの原理で引き抜くことができる。ウェイターズ・フレンドとも呼ばれる。
プロング式ワインオープナー　（バトラーズ・フレンド（執事の友））
コルクに捩じ込むことなく、栓を抜くことのできる道具で、2本の細い板を瓶の口に打ち込まれたコルクの両脇に差し込み、コルクを挟んで抜く。コルクに傷を付けることなく栓を開けることができ、「執事が主人のワインを盗み飲みするのに適している」ことから、この名があるといわれている。正確にはコルクスクリューではない。

### シングルアクション型

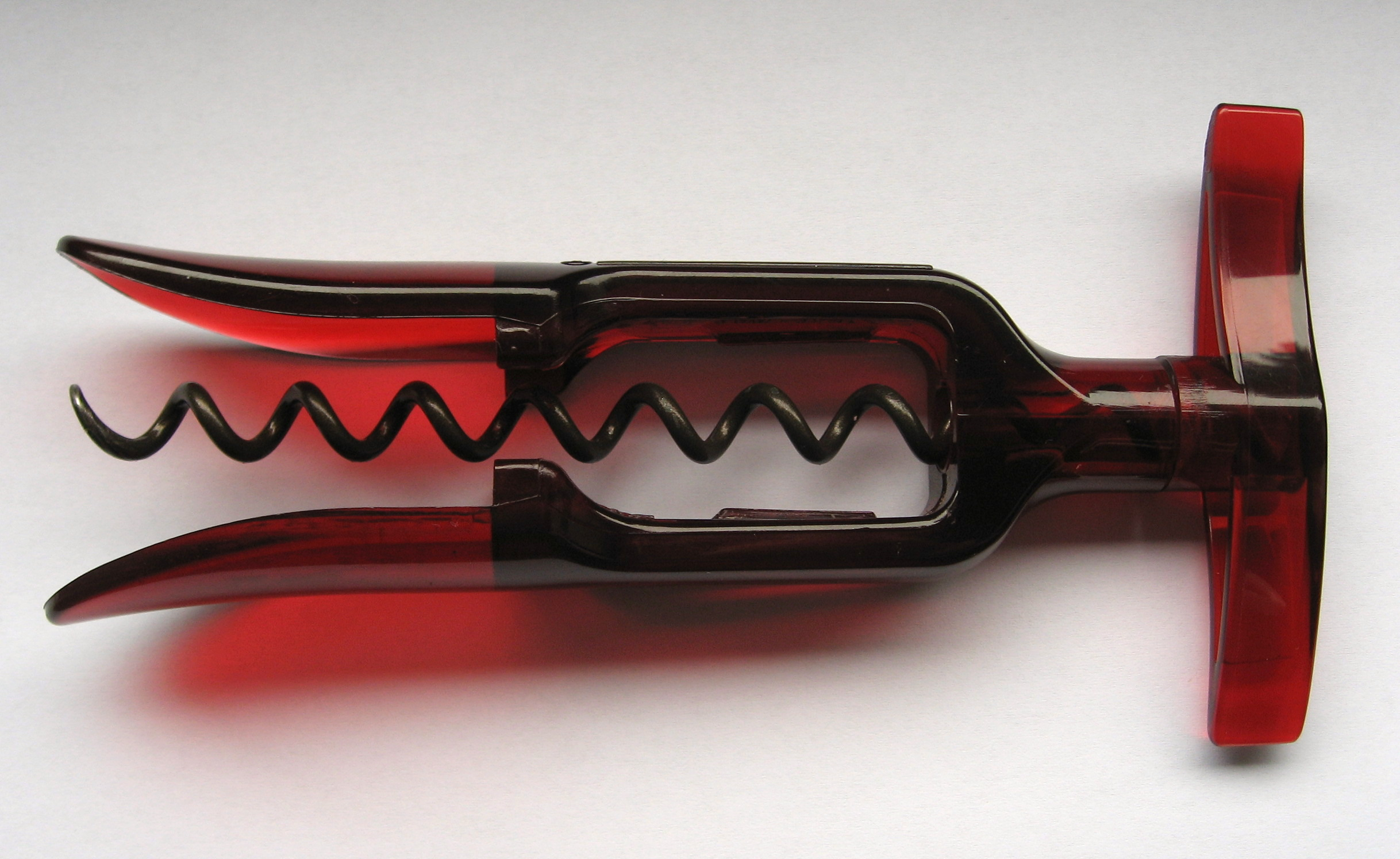
スクリュープル

スクリュープル
ハンドルを回すだけの単一の動作（シングルアクション）でコルクが上がってくるタイプ。ハンドルをレバーに変えたタイプや電動タイプもある。
エアポンプ型
針をコルクに刺し空気を送り込み空気圧により栓を抜くタイプ。瓶の破裂などの危険性がある。